# Incidente em Antares
Incidente em Antares foi o último romance escrito por Érico Veríssimo. Escrito em 1971, faz uso do fantástico e do sobrenatural para abordar temas reais (o chamado Realismo Fantástico). As principais temáticas sobre as quais Veríssimo escreve nessa obra são a violência do regime militar e a chegada de indústrias estrangeiras ao Brasil.

## Enredo
No ano de 1963, em 11 de dezembro, morrem sete pessoas em Antares, uma cidade fictícia governada por políticos corruptos. Como os coveiros estão em greve, os defuntos passam a vagar pela cidade, vasculhando a intimidade de parentes e amigos. Devido à sua condição de defuntos, podem fazer isto sem temer represálias.

## Análise
O livro é dividido em duas partes, onde se misturam acontecimentos reais e irreais.
Na primeira parte, é apresentado o ajustamento das duas facções políticas da cidade (os Campolargo e os Vacariano) às oscilações da política nacional. Apresenta também a união dos mesmos em face da oportunidade de participação do Rio Grande do Sul na política nacional e diante da ameaça oferecida pelos comunistas, como são conhecidos na  cidade os membros da classe operária, que reivindica seus direitos.
Na segunda parte, acontece o "incidente" do título, com a greve geral em Antares e a morte inesperada de sete pessoas, incluindo a matriarca dos Campolargo, Quitéria. Durante o cortejo de Dona Quitéria, os Campolargo são impedidos de sepultá-la, pois os coveiros, em greve, cercam o cemitério, impedindo o enterro, e desta forma, aumentam a pressão sobre os patrões. Os mortos, não sepultados, adquirem "vida" e passam a vasculhar a vida dos parentes e amigos, revelando, então, a podridão moral da sociedade. Como as personagens são cadáveres, estão livres das pressões sociais e podem criticar à vontade a sociedade.

### O real em "Incidente em Antares"
Já que a obra emprega o Realismo Fantástico, coexistem no livro elementos fictícios e eventos reais. Entre os fatos históricos retratados em Incidente em Antares, há os seguintes: 
- Guerra dos Farrapos; [4]
- Período Regencial; [4]
- Guerra do Paraguai; [4]
- Abolição da escravatura; [4]
- Brasil Império; [4]
- Revolução Federalista; [5]
- Primeira Guerra Mundial; [6]
- República Velha; [7]
- Era Vargas; [8]
- Nazismo e Fascismo; [9]
- Segunda Guerra Mundial; [10]
- Governo de Eurico Gaspar Dutra; [11]
- Segundo Governo Vargas; [12]
- Governo Juscelino Kubitschek; [13]
- Governo Jânio Quadros; [14]
- Governo João Goulart; [15]
- Ditadura militar. [16]

A leitura dos trechos do livro em que tais momentos da História são apresentados é excelente para adquirir conhecimento acerca deles, por intermédio da literatura. Inclusive, sobretudo no que se refere a períodos ditatoriais, há informações verdadeiras - embora escusas da história oficial - que podem ser descobertas quando se lê Incidente em Antares (por exemplo, a tortura empregada nos porões de delegacias ao longo do Regime Militar).

### O município de Antares

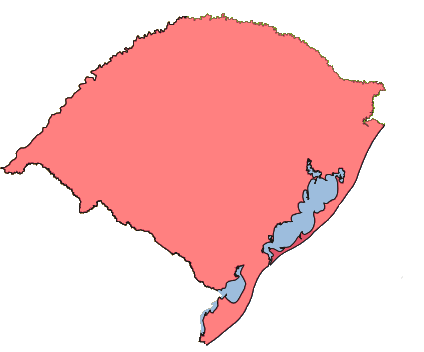
A trama se passa em Antares, uma cidade fictícia do Rio Grande do Sul.

Nas páginas iniciais desses escritos de Veríssimo, é possível encontrar dados sobre a história de Antares, a cidade fictícia onde se passa a trama. Tudo teria começado com o surgimento do Povinho da Caveira, um povoado à margem esquerda do Rio Uruguai, pertencente ao município de São Borja, localizado na região missioneira do Rio Grande do Sul. A fundação desse vilarejo foi feita, no século XIX, por Francisco Vacariano, cujas características descritas se encaixam na definição de um "coroné". Chico Vacariano, como era chamada essa figura autoritária e escravocrata, herdou terras de seu avô - concedidas pela Coroa Portuguesa - mas também se apossou, à força, de terras alheias. A somatória desses territórios deu origem ao Povinho da Caveira.
O nome do lugarejo passou a ser Antares graças a um evento inusitado. Um naturalista passou por tais terras e, durante uma conversa com Chico, mostrou a ele a estrela Antares no céu. O senhor Vacariano gostou do nome desse astro e decidiu mudar o modo como seu povoado era chamada, tornando-a homônima à estrela. 
Com o crescimento gradual de Antares, o lugar foi promovido a vila e, finalmente, a município; emancipando-se de São Borja. Vale mencionar que, enquanto esses personagens, fatos e até mesmo a cidade de Antares foram inventados pelo autor; o município de São Borja de fato existe.

### Vacarianos e Campolargos
A descendência de Chico Vacariano herdou as posses e a influência política local do patriarca, de modo a ser bastante respeitada/temida na cidade. A hegemonia em Antares, portanto, costuma ser monopolizada por essa família.
Tal cenário mudou com a chegada de Anacleto Campo largo ao município, visto que esse senhor abastado conquistou, aos poucos, terras e poder em Antares. Dessa forma, o controle da cidade passou a ser disputado entre as famílias Vacariano e Campolargo durante gerações. 
A rivalidade entre os dois grupos infiltrou-se, particularmente, no campo político. No entanto, o envolvimento de tais homens na política local não buscava diretamente melhorias para a população - quaisquer decisões tinham o objetivo de garantir benefícios pessoais para os membros dessas famílias. Isso é evidenciado, implicitamente, no posicionamento dos referidos senhores: Vacarianos, embora integrassem o partido liberal, apoiavam o império vigente e defendiam a escravidão; Campolargos, apesar de terem criado o parido conservador, eram pró-república e abolicionistas. Ou seja, essa incoerência ideológica mostra que o intuito não era salvaguardar valores, mas dar suporte ao que beneficiasse cada um em dada situação.
A despeito da inexistência dessas famílias na realidade, a crítica sutil de Veríssimo ao descrevê-las na obra se estende ao real: a participação de inúmeras pessoas na política, desde a colonização até os dias atuais, não é motivada para oferecer melhores condições de vida ao povo, mas para satisfazer interesses pessoais. Isso pode ser observado, por exemplo, nos casos de corrupção, em que políticos, em vez de considerar a população, enriquecem a si mesmos.

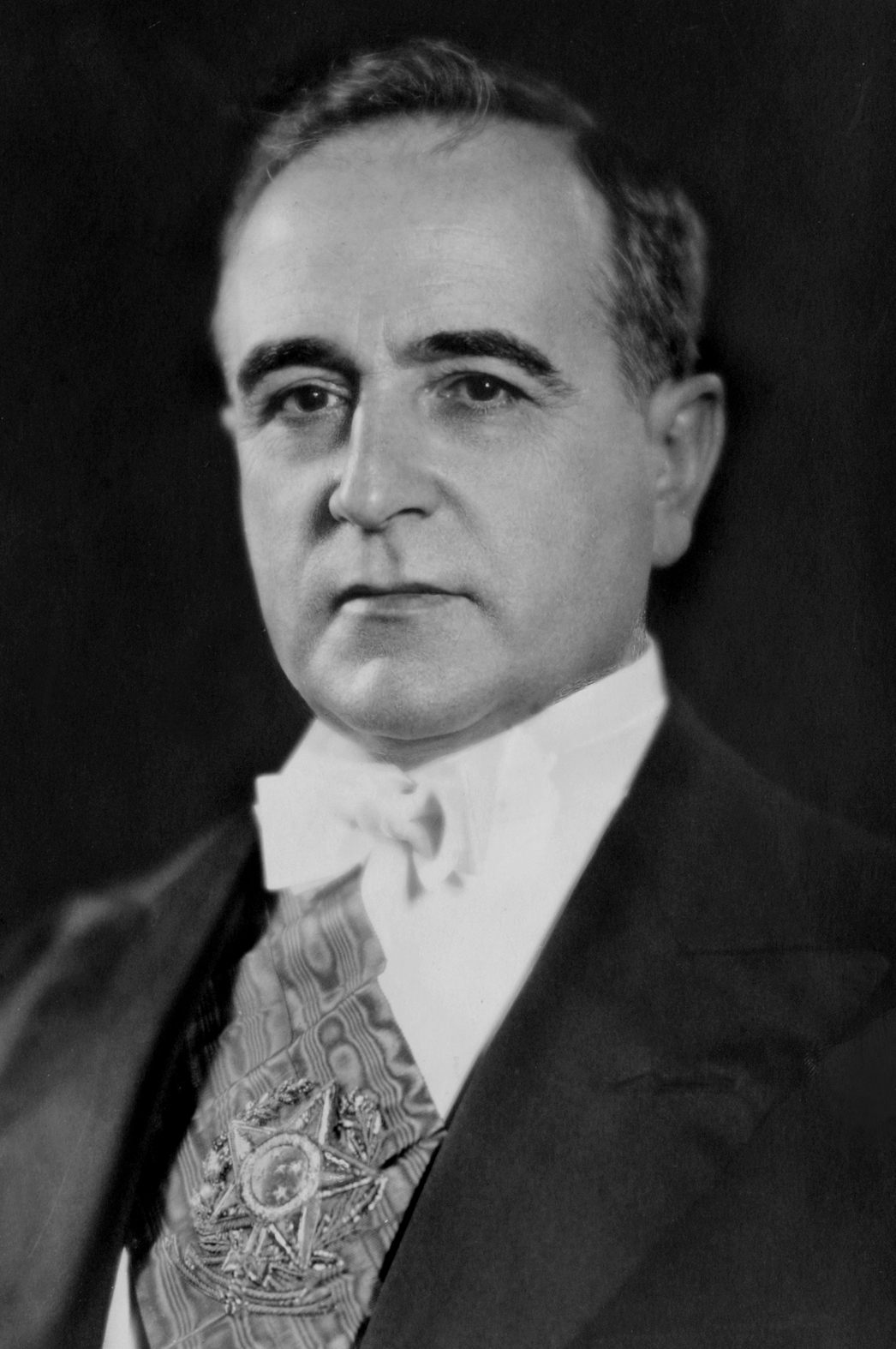
Nessa obra de ficção, Getúlio Vargas foi quem pôs fim aos conflitos entre Vacarianos e Campolargos.

A disputa entre tais famílias foi dinâmica, sendo branda às vezes e bastante intensa em outros momentos. Nos pontos críticos, cometeram-se atrocidades entre esses adversários, como tortura, assassinatos e estupro. Houve, até mesmo, contendas entre integrantes do mesmo grupo: dois primos do lado Campolargo se esfaquearam. 
Os conflitos somente se findaram com a vinda de Getúlio Vargas à cidadezinha. No contexto da Política do Café com Leite, em que São Paulo e Minas Gerais se alternavam na indicação do presidente da república, Vargas tinha o anseio de que o Rio Grande do Sul também participasse da política nacional, a partir de sua eleição. Para fazê-lo, seria necessário angariar votos. Assim, é descrito no livro que Getúlio teria comparecido a Antares (o que claramente não ocorreu de verdade, dado que a cidade é fictícia) para garantir a maioria dos votos no município. Com o intuito de alcançar essa conquista, Vargas convence os patriarcas da época das duas famílias mais relevantes do local (Xisto Vacariano e Benjamim Campolargo) a deixarem as desavenças de lado e unirem-se "pelo amor ao Rio Grande". 
A partir desse momento, a estabilidade nas relações de Vacarianos e Campolargos foi assegurada pela existência de inimigos comuns, como os paulistas e mineiros (na época da República Velha), mas também os trabalhadores, que posteriormente na trama colocam em xeque os privilégios dessas famílias a partir da reivindicação de seus direitos.
Portanto, os sucessores de Xisto Vacariano (Tibério Vacarino e sua esposa, Dona Briolanja) e de Benjamim Campolargo (Zózimo Campolargo e sua mulher, Dona Quitéria) viveram em relativa harmonia, graças à aversão comum ao que genericamente chamavam de "comunistas" - quaisquer pessoas que reivindicassem justiça social, clamando por mudanças no status quo.

### Anatomia de uma cidade gaúcha de fronteira
No início da década de 1960, uma equipe de pesquisadores foi envida a Antares para fazer uma pesquisa científica, na qual seria estuda a cidade como um todo, sendo contempladas informações econômicas, sociais, nutricionais, culturais, etc. O estudo foi dirigido pelo professor Francisco Martim Terra e contou com o apoio do jovem universitário Xisto Vacariano Neto - filho de Tibério e neto do velho Xisto.
A princípio, o grupo foi bem recebido e pôde realizar tranquilamente sua pesquisa. Os dados coletados durante alguns poucos anos, juntamente com suas respectivas análises, foram reunidos e publicados na forma de um livro, intitulado Anatomia de uma cidade gaúcha de fronteira, já que Antares é um município riograndense localizado à beira da fronteira do Brasil com a Argentina. Uma vez que uma série de problemas sociais podiam ser observados no município, a obra abordava recorrentemente esse assunto. No entanto, houve o cuidado de não efetuar uma crítica direta, de modo que o livro não especificava qual era a cidade gaúcha de fronteira mencionada - em  momento algum, o nome de Antares foi exposto.
Apesar da hospitalidade inicial, os pesquisadores ganharam a antipatia dos habitantes da cidadezinha quando os antarenses tiveram acesso ao conteúdo daquele livro, por meios diretos (via leitura do livro) ou indiretos (a partir de boatos). A insatisfação se dá, primeiramente, porque a população, em geral, é alienada, de modo a ser incapaz de, com olhar crítico, reconhecer problemas sociais ao seu redor. Dessa forma, quando uma série de problemáticas reais da sociedade de Antares é exposta no livro, o povo antarense encara tais informações como mentiras e fica ofendido. Portanto, a fúria da população em relação aos pesquisadores se dá porque, na sua condição de alienados, os antarenses concebem que o livro é uma coleção de mentiras.
Mais uma vez, a partir da ficção, é possível desenrolar reflexões quanto à realidade. A crítica injusta dos habitantes de Antares aos pesquisadores ilustra duas situações reais. Em princípio, podemos perceber que muitas vezes, conforme prevê Karl Marx, o capitalismo propicia que os trabalhadores permaneçam alienados, isto é, alheios à realidade, sendo de certa forma impossibilitados de perceber muitas injustiças presentes em seu meio social. Outros cenários a que pode nos remeter esse trecho da obra de Erico Veríssimo são o do negacionismo e o do conspiracionismo, nos quais é marcante o desprezo à ciência - o rigorosíssimo método científico, o qual busca chegar a conclusões que sejam tão compatíveis com a realidade quanto é possível, é rejeitado e adotam-se crenças levianas para compreender o mundo.

### Tortura de inocentes
Erico Veríssimo, por meio da história do personagem João Paz e de sua esposa, expõe uma realidade, infelizmente, corriqueira ao longo da Ditadura Civil-Militar Brasileira (1964-1985): a tortura. Entre os torturados, encontram-se opositores do regime, familiares de tais opositores e até mesmo diversos inocentes. O intuito da tortura era empregar a violência como forma de fazer adversários do governo revelarem os nomes de outros oponentes. No entanto, torturar pessoas é um método que, além de cruel, é ineficaz; pois o sofrimento da vítima é tamanho que ela comumente acaba fazendo qualquer coisa para pôr fim à dor - por exemplo, confessando crimes que não cometeu e dizendo nomes de "aliados" que,na realidade, não têm qualquer envolvimento com a oposição. É o que ocorre na narrativa.
Em 1963, João foi preso pelo delegado de Antares, Inocêncio Pigarço, frente à acusação de chefiar o "grupo dos onze", um grupo de guerrilha de ideário comunista que, supostamente, estaria atuando às escondidas no município. Logo após essa prisão arbitrária, João foi submetido à tortura, para que revelasse quem seriam os demais guerrilheiros. Considerando que o prisioneiro era inocente, não disse nenhum nome, não havia guerrilha alguma. Assim, a tortura prosseguiu, intensificando-se para tentar fazê-lo falar. Isso culminou na morte de João.
João foi encaminhado para o Hospital Salvator Mundi, onde o Dr. Lázaro forjou um atestado de morte no qual constava embolia pulmonar como causa mortis. Era também praticada, durante a ditadura militar, a divulgação de causas da morte falsas. Vladimir Herzog, por exemplo, foi torturado e assassinado nas instalações do DOI-CODI; porém os militares informaram que ele, na verdade havia se enforcado.
Pouco tempo após a morte de Jõao, sua esposa, Rita Paz, também foi presa e torturada. Ela estava grávida, assim como muitas gestantes que foram submetidas à tortura durante a ditadura. No entanto, ao contrário do marido, Ritinha, aterrorizada frente à possibilidade de perder seu filho devido à violência a que estavam sujeitando-a, disse nomes aos algozes. Ela também era inocente, porém disse nomes quaisquer de conhecidos seus aos algozes, apenas para que o terrível sofrimento se findasse. Conforme antecipado anteriormente, isso desvela a ineficiência da tortura.
Uma última observação a ser feita sobre o tema é a de que, embora a tortura tenha sido sistematizada no Brasil durante o último regime militar, essa prática já era empregada em outros períodos. O próprio Veríssimo destaca essa informação, ao informar que Inocêncio Pigarço aprendeu técnicas desse cunho durante o Estado Novo. Além disso, a tortura da família Paz se deu em 1963, anteriormente ao golpe de 1964, o qual inaugura a ditadura militar.

### Os Insepultos - descrição física e comportamental
Ainda em 1963, houve uma greve geral em Antares: uma série de trabalhadores recusou-se a trabalhar e reivindicou direitos. Assim, o fornecimento de luz foi interrompido, as grandes empresas estrangeiras da cidade ficaram sem funcionários e os coveiros não estavam mais enterrando os finados.
Assim, no dia treze de dezembro desse ano (uma sexta-feira 13), sete defuntos insepultos levantaram de seus caixões na cidade, a saber:
- Quitéria Campolargo: a matriarca da cidade, teve um infarto do miocárdio e não resistiu; [23]
- Barcelona:  o sapateiro anarcossindicalista, vítima da ruptura de um aneurisma; [24]
- Menandro Olinda: o genial pianista, gravemente deprimido, que se  suicidou, cortando os pulsos; [24]
- Cícero Branco:  o influente advogado vitimado por um AVC; [25]
- João Paz: jovem pacifista que foi impiedosamente torturado até a morte pela polícia; [26]
- Pudim de Cachaça: bêbado envenenado pela mulher; [27]
- Erotildes: prostituta, vítima de tuberculose e não foi bem atendida a tempo pelos médicos. [28]

O objetivo desses falecidos, ao, de certa forma, retornarem parcialmente à vida, era exigir um enterro digno.

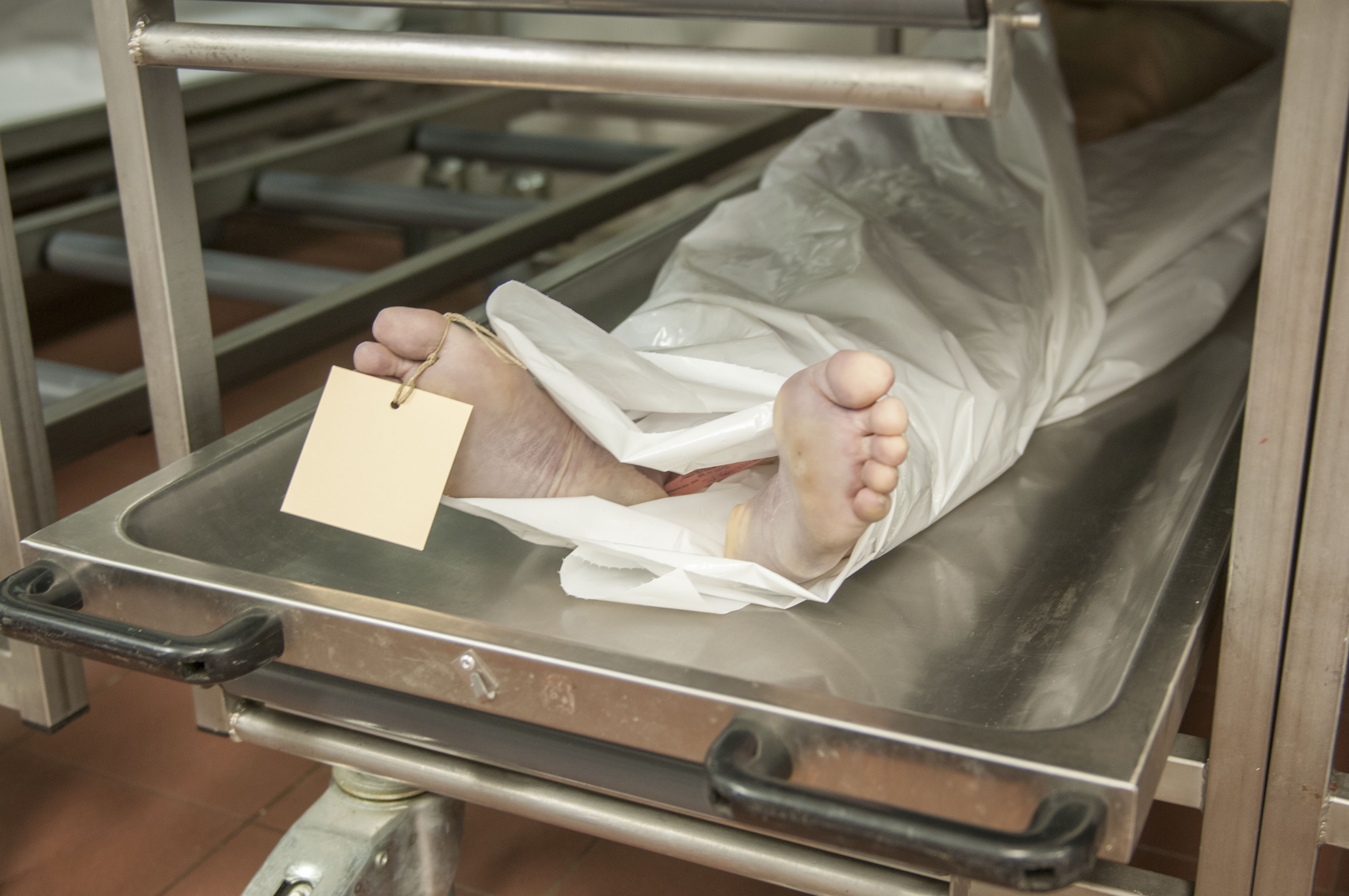
Há inúmeras diferenças entre cadáveres reais e os insepultos do livro. Além disso, até mesmo no meio literário, os mortos ressurretos de Veríssimo são peculiares.

Os mortos insepultos descritos por Veríssimo são peculiares, quando comparados a figuras reais, folclóricas ou a personagens de outras obras canônicas. A seguir, essas especificidades são detalhadas.
Obviamente, há discrepâncias entre cadáveres reais e aqueles presentes no livro, já que os da realidade são incapazes de andar, pensar, falar, escutar, rir, etc. Por outro lado, os mortos de Incidente em Antares conseguem realizar todas essas ações.
Convém também mencionar que esses cadáveres não se encontram em outra dimensão, como ocorre com os mortos de O auto da compadecida, de Ariano Suassuna, e com o defunto autor de Memórias Póstumas de Brás Cubas, obra escrita por Machado de Assis. Ao contrário, estão no mundo dos vivos. É possível notar, no entanto, uma semelhança entre Brás Cubas e os sete ressurrectos de Antares: todos eles, na condição de mortos, não temem represálias por parte dos viventes, sentindo total liberdade para expor suas ideias.
Ao comparar-se esses sete finados a fantasmas, também percebemos diferentes. Enquanto os espíritos não conseguem interagir com a matéria, os insepultos de Veríssimo, com frequência, seguram objetos.
Também não são zumbis: diferentemente do caso dessas criaturas, a morte não destituiu os sete antarenses insepultos de suas habilidades cognitivas.
De maneira bastante original, esses falecidos têm as características de pessoas vivos, exceto por: não respirarem, não apresentarem batimentos cardíacos, não sentirem dor, não terem reflexo nem sombra, não aparecerem em fotos, apresentarem córnea opaca, terem iniciado seu processo de putrefação e aparentemente não sentirem sono.
O jornalista local, Lucas Faia, relata que aquele grupo mórbido atraía moscas, que o rondavam ao longo da marcha - eles cheiravam muito mal. Não são apenas os humanos aqueles capazes de percebê-los: os cães também sentiam o cheiro dos falecidos.
Quando um deles ri, um líquido viscoso e pardo escorre de sua boca, graças à ação de saprófitas em seus corpos. O andar deles era rígido. O choro era possível a eles somente de modo parcial - o choro póstumo de Menandro Olinda contou com soluços compulsivos, mas não teve lágrimas. Por fim, moscas saem da boca de Barcelona. 

### A reação dos antarenses ao retorno dos mortos
A presença dos finados perambulantes amedrontava a população de Antares, já que nunca havia se visto algo parecido. Posteriormente, ouve também descontentamentos por conta do odor proveniente deles e, sobretudo, pelo fato de terem desmascarado figuras influentes na região - tidas como célebres, mas que cometeram diversas ações imorais e/ou ilegais. É importante reiterar que a condição de morte dessas personagens é a grande responsável por deixá-los desinibidos ao falar sobre esses temas polêmicos, sem temer represálias.
A recepção dos defuntos, no entanto, foi heterogênea, de modo que, em casos bastante pontuais, eles foram bem recebidos. Ironicamente, os discriminados por terem atitudes morais rejeitadas pelos antarenses foram justamente os que trataram os insepultos de maneira humanizada, enquanto os próceres interagiram com eles de forma muito hostil. Por exemplo, a prostituta Rosinha, o alcoólatra Alambique e o padre tachado de comunista, Pedro-Paulo, foram acolhedores. Ao contrário do padre Gerôncio, que fechou as portas da igreja aos mortos.
Frente ao fenômeno estranho de reanimação dos insepultos, não faltaram hipóteses absurdas propostas pelos moradores de Antares que tentassem explicá-lo. O padre Gerôncio chegou a cogitar que estava começando o Juízo Final, tamanha era a estranheza provocada pelo evento. Por outro lado, o professor Libindo Olivaras, baseado na evidência de que os ressurrectos sequer apareciam em fotografias, sugeriu a ocorrência de uma alucinação coletiva de proporções inéditas, ou seja, que toda  população do município teria imaginado toda a situação.Tibério Vacariano até chama os mortos ressuscitados de"lacaios de Moscou", insinuando, talvez, que se tratavam de enviados da União Soviética cujo objetivo seria prejudicar o capitalismo, vigente na cidade.

## Minissérie
Em 1994, a Rede Globo apresentou a minissérie Incidente em Antares, adaptada por Charles Peixoto e Nelson Nadotti, e baseada no romance de Érico Veríssimo. A minissérie teve a direção de José Roberto Sanseveriano e contou com os atores Regina Duarte, Fernanda Montenegro e Paulo Betti no elenco, entre outros.

## Adaptação para o Teatro
Em 2005, o Grupo Teatral Máschara de Cruz Alta/RS etreou o espetáculo O Incidente, sob direção de Cléber Lorenzoni. O espetáculo continua excursionando desde então. Em 2012, o Grupo Cerco adaptou a segunda parte do romance Incidente em Antares, com a direção de Ines Marocco.